# Hegesipo de Campos Meireles
Hegesipo de Campos Meireles (Luziânia-GO, 31 de agosto de 1909 – São Paulo-SP, 11 de fevereiro de 2003) foi um político brasileiro.
Fundador do curso de ciências econômicas da Pontifícia Universidade Católica de Goiás, também foi interventor federal interino em Goiás, de 5 a 19 de dezembro de 1946. É pai de Henrique Meirelles, ex-Ministro da Fazenda do Brasil e candidato à Presidência da República do Brasil pelo MDB em 2018.